# Ханджян Агасі Гевондович
Агасі Гевондович Ханджян (30 січня 1901 або 30 листопада 1901 , Ван, Османська імперія  — 9 липня 1936 , Тифліс ) — радянський партійний діяч, 1-й секретар ЦК КП(б) Вірменії в 1930—1936 роках. Член Центральної ревізійної комісії ВКП(б) у 1934—1936 роках.

## Біографія
Народився в родині вчителя. У 1910 році закінчив трикласну церковноприходську школу, в 1914 році — чотири класи центрального вірменського училища в місті Ван. 1915 року родина Ханджяна переселилася у Вірменію.
У 1915 році закінчив один курс Ечміадзінської духовної академії Геворгян. З 1915 по 1919 рік навчався у вірменській духовній семінарії в Ерівані, закінчив три класи.
Член РСДРП(б) з березня 1917 року.
1917 року разом із Гукасяном створив у Єревані Союз молодих марксистів-інтернаціоналістів, а 1919 року з Гукасяном та Будагяном — Вірменську молодіжну комуністичну організацію «Спартак». У серпні 1919 року був заарештований. У вересні 1919 року був обраний (заочно) членом Закавказького бюро комуністичних молодіжних організацій, працював у Еріванському комітеті КП(б) Вірменії. У січні 1920 року брав участь у підпільній конференції Вірменського комітету РКП(б). У серпні 1920 року знову заарештований та засуджений до 10 років ув'язнення. У вересні 1920 року заочно обраний членом ЦК КП(б) Вірменії.

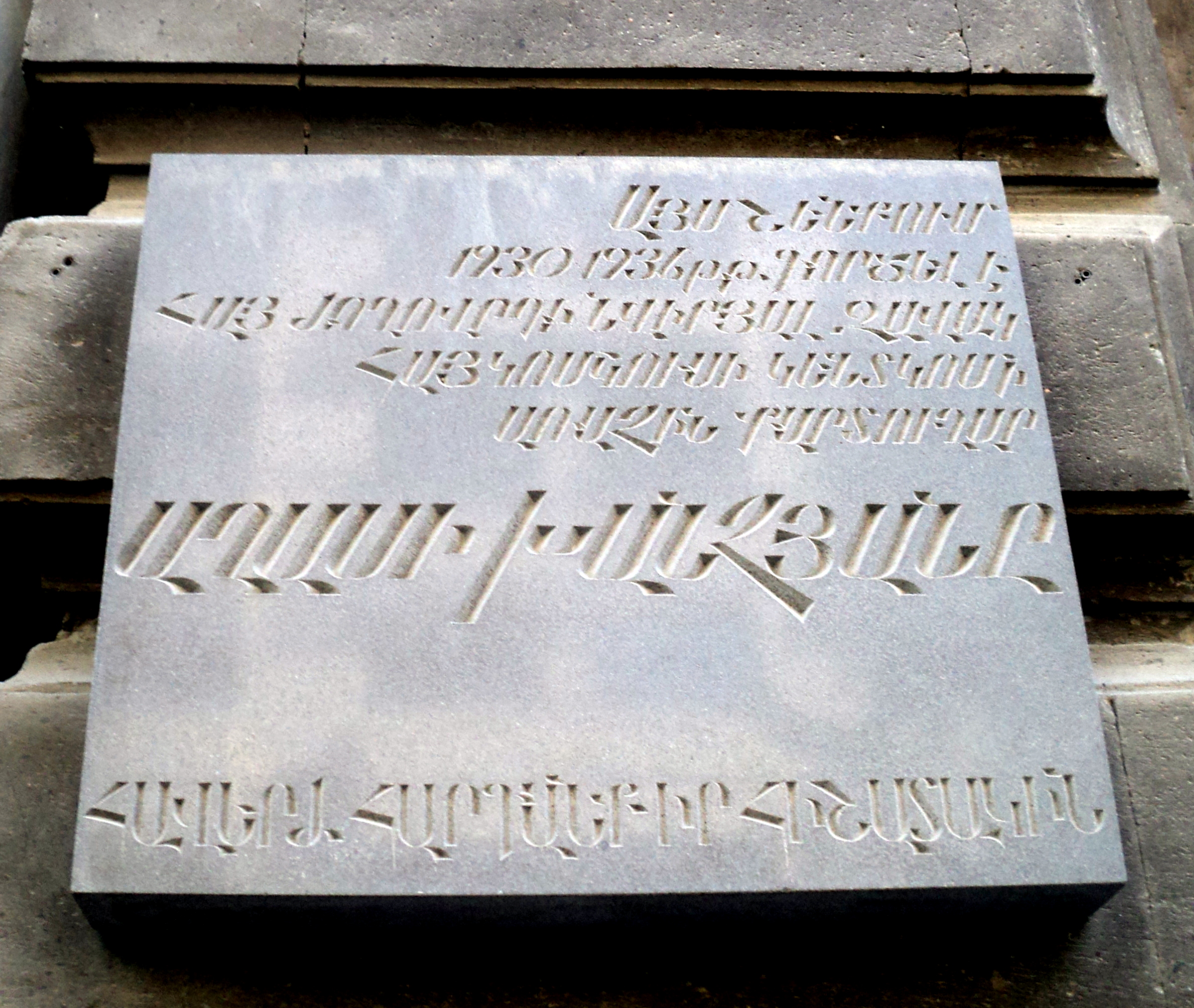

Після встановлення радянської влади у Вірменії у грудні 1920 року був обраний секретарем Єреванського міського комітету КП(б) Вірменії, цю посаду займав до травня 1921 року. Одночасно, член бюро ЦК КП(б) Вірменії та помічник 1-го секретаря ЦК КП(б) Вірменії Геворка Аліханяна. Навесні 1921 року — учасник придушення дашнакського заколоту в північних районах Вірменії.
З червня 1921 по жовтень 1922 року — студент Комуністичного університету імені Свердлова в Москві, закінчив перший курс.
У листопаді 1922 — січні 1926 року — інструктор, завідувач агітаційно-пропагандистського відділу Виборзького районного комітету РКП(б) міста Петрограда (Ленінграда).
У січні 1926 — серпні 1928 року — завідувач організаційно-розподільного відділу Московсько-Нарвського районного комітету ВКП(б) міста Ленінграда.
12 листопада 1928 — 7 травня 1930 року — секретар ЦК КП(б) Вірменії.
7 травня 1930 — 9 липня 1936 року — 1-й секретар ЦК КП(б) Вірменії. Одночасно, 16 лютого 1933 — 5 жовтня 1935 року — 1-й секретар Єреванського міського комітету КП(б) Вірменії.
Влітку 1932 року секретар ЦК КП(б) Вірменії з матеріального постачання Атанес Акопов висунув проти першого секретаря ЦК Агасі Ханджяна звинувачення в націоналізмі та, не спрацювавшись із ним, виїхав до Баку.
Член бюро Закавказького крайкому, член ЦВК СРСР, ЗРФСР та Вірменської РСР. Делегат XV (1927), XVI (1930), XVII (1934) з'їздів ВКП(б), VI та VII з'їздів Рад СРСР.
9 липня 1936 року в Тіфлісі пізно ввечері його викликав у свій кабінет на допит Лаврентій Берія. Під час цього допиту Берія застрелив Ханджяна. Згодом радянська пропаганда стверджувала, що Ханджян вчинив самогубство під час прийому у Лаврентія  Берії.
12 липня 1936 року актив КП(б)В, заслухавши повідомлення другого секретаря Заккрайкому ВКП(б) Кудрявцева «Про обставини самогубства секретаря ЦК Вірменії тов. Ханджяна», виніс резолюцію та надіслав листи Сталіну й Берії. У листі, адерсованому Берії, складеному особисто Аматуні, йдеться:
|  | Заплутавшись у своїх небезпечних політичних помилках, Ханджян пішов на зрадницький та провокаційний акт самовбивства, спрямований проти партії… незважаючи на величезну допомогу, яку надавав йому особисто товариш Берія. |

## Нагороди
У п'ятнадцяту річницю радянизації Вірменії (20.12.1935) Ханджян був нагороджений орденом Леніна.